# شیوه‌نامه ای‌اس‌ای
شیوه‌نامه ای‌اس‌ای (به انگلیسی: ASA style) یک قالب نوشتار برای مقالات پژوهشی در زمینهٔ جامعه‌شناسی است که به گستردگی مورد پذیرش دانشگاهیان قرار گرفته است. در این قالب نوشتار، ترتیب‌ها و نقطه‌گذاری‌های پانویسها و معرفی منابع به روشنی توضیح داده شده‌است. استانداردهای روش ای‌اس‌ای در راهنمای روش ای‌اس‌ای که از سوی انجمن جامعه‌شناسی آمریکا منتشر می‌شود، به خوبی آورده شده است.
ظاهر و کاربرد روش ای‌اس‌ای به شیوه‌نامه ای‌پی‌ای (انجمن روان‌شناسی آمریکا) بسیار نزدیک است قالب کلی منبع‌دهی، همان شیوه‌نامه هاروارد است. همهٔ منابع باید در انتهای مقاله در بخشی به نام «منابع» باشد و نه در بخش «ارجاعات کار» (مانند دستنامه ام‌ال‌ای).
بسیاری از نرم‌افزارهای اصلی مدیریت منابع مانند اندنوت، Procite ,زوترو، RefWorks و … از روش ای‌اس‌ای پشتیبانی می‌کنند.